# BuzzFeed
BuzzFeed, Inc. је америчка компанија за интернет медије са седиштем у Њујорку. Фирма је друштвена новинска и забавна компанија са фокусом на дигиталне медије. Базфид је основан 2006. године као вирална лабораторија која се фокусира на праћење виралног садржаја, основана од стране Џона Перетија и Џона С. Џонсона Трећег. Кенет Лерер, суоснивач и председник компаније Хафингтон пост, започео је као суоснивач и инвеститор у Базфиду и сада је и извршни председник.
Првобитно позната по онлајн квизовима, "листићима" и чланцима поп културе, компанија је прерастала у глобалну медијску и технолошку компанију која пружа покривеност различитим темама укључујући политику, уради сам, животиње и бизнис. Крајем 2011. године, Бен Смит из Политика је ангажован као главни и одговорни уредник за ширење сајта у озбиљно новинарство и репортажу.